# Rakulik
Rakulik este o localitate din comuna Postojna, Slovenia, cu o populație de 12 locuitori.